# Microdytes sarawakensis
Microdytes sarawakensis är en skalbaggsart som beskrevs av Wewalka 1997. Microdytes sarawakensis ingår i släktet Microdytes och familjen dykare. Inga underarter finns listade i Catalogue of Life.